# Stephanie McMahon
Stephanie Marie McMahon-Levesque (Hartford, 24 de setembre de 1976), més coneguda simplement com a Stephanie McMahon, és una lluitadora professional retirada dels Estats Units.
En l'actualitat Stephanie és la vicepresidenta executiva i directora de l'equip creatiu de l'empresa World Wrestling Entertainment (WWE). McMahon a més és la filla del propietari de la companyia Vince McMahon, germana de l'actual lluitador i vicepresident executiu de la WWE, Shane McMahon i esposa del també lluitador Triple H. Stephanie McMahon també és coneguda per haver estat la Mànager General de SmackDown! durant més d'un any.